# Sauvo
Sauvo [ˈsɑu̯vɔ] (schwed. Sagu) ist eine Gemeinde in Südwestfinnland mit 2917 Einwohnern (Stand 31. Dezember 2022). Sie liegt an der Ostseeküste in der Landschaft Varsinais-Suomi 35 Kilometer östlich von Turku. Die Gemeinde ist einsprachig finnischsprachig.
Das Gemeindezentrum von Sauvo liegt einige Kilometer im Binnenland. Das Gebiet der Gemeinde wird von drei Seiten vom Meer umgeben, die Gesamtlänge der Küste beträgt über 140 Kilometer. Das nahe Turku ist mit dem Auto in rund 20 Minuten erreichbar, daher pendeln viele Einwohner in die größte Stadt von Varsinais-Suomi. Im Sommer verdoppelt sich die Einwohnerzahl von Sauvo durch die vielen Feriengäste: im Gemeindegebiet befinden sich 1400 Ferienhäuser.
Sauvo war bereits während der Eisenzeit dauerhaft besiedelt, ob es eine Kontinuität zur mittelalterlichen Besiedlung gibt, ist aber unklar. Die erste urkundliche Erwähnung von Sauvo stammt aus dem Jahr 1335. Zu diesem Zeitpunkt bestand in dem Ort bereits eine Kirche, es handelte sich wohl um eine Holzkirche aus dem 13. Jahrhundert. Die bis heute erhaltene steinerne Kirche von Sauvo entstand um 1470.
Ende des 17. Jahrhunderts wurde Karuna als Kapellengemeinde aus Sauvo gelöst, nachdem der Herr des Gutshofs von Karuna 1685 eine hölzerne Kirche gestiftet hatte. Zwischen 1908 und 1910 wurde in Karuna nach Plänen des Architekten Josef Stenbäck eine neue Granitkirche im nationalromantischen Stil erbaut. Nach Fertigstellung der neuen Kirche wurde die alte Kirche von Karuna abgebaut und im Freilichtmuseum Seurasaari in Helsinki wieder aufgebaut. Die Gemeinde Karuna bestand bis 1969, als sie in Sauvo und zu einem kleineren Teil in Kimito eingemeindet wurde.

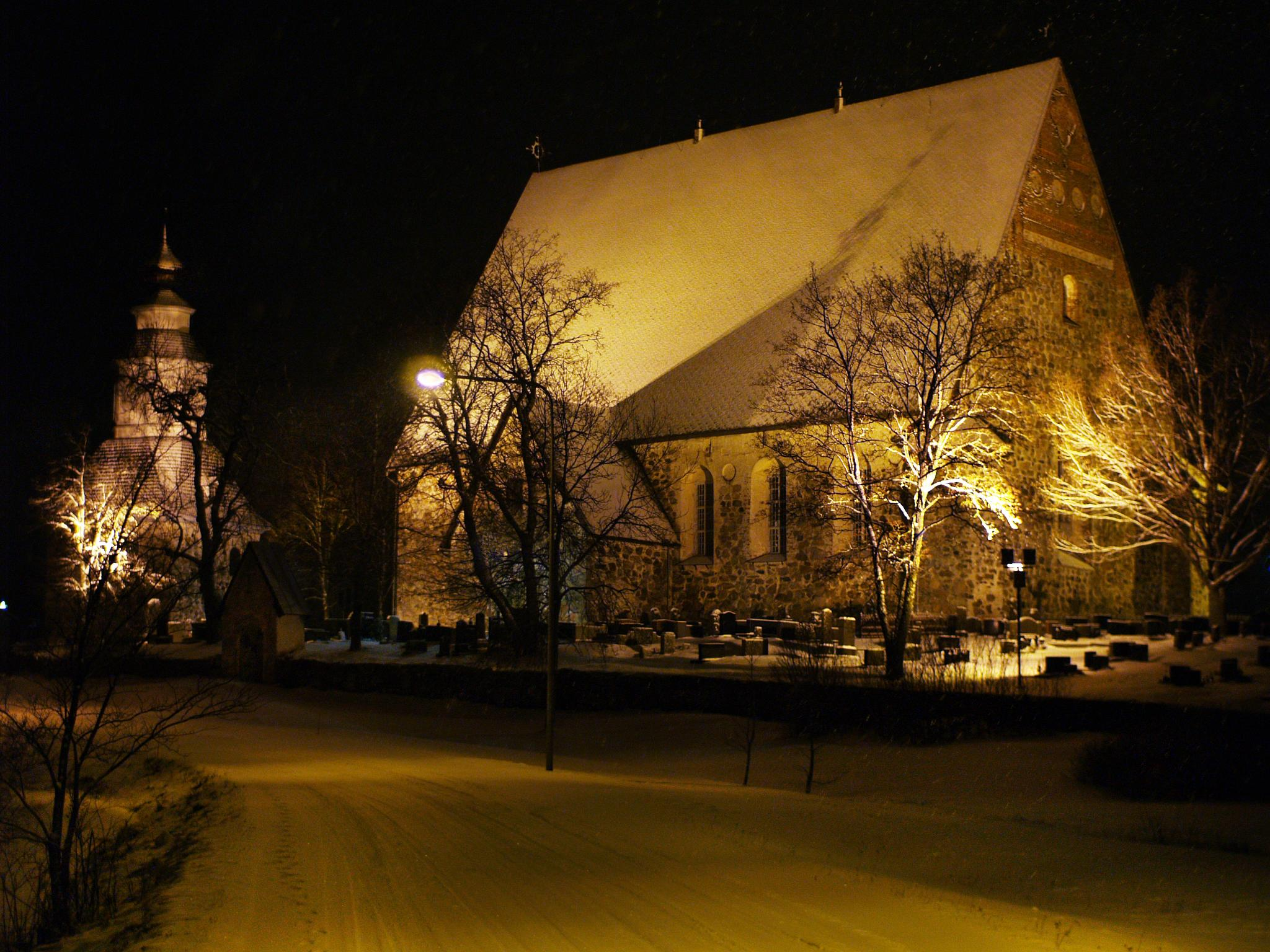
Die Kirche von Sauvo mit Glockenturm
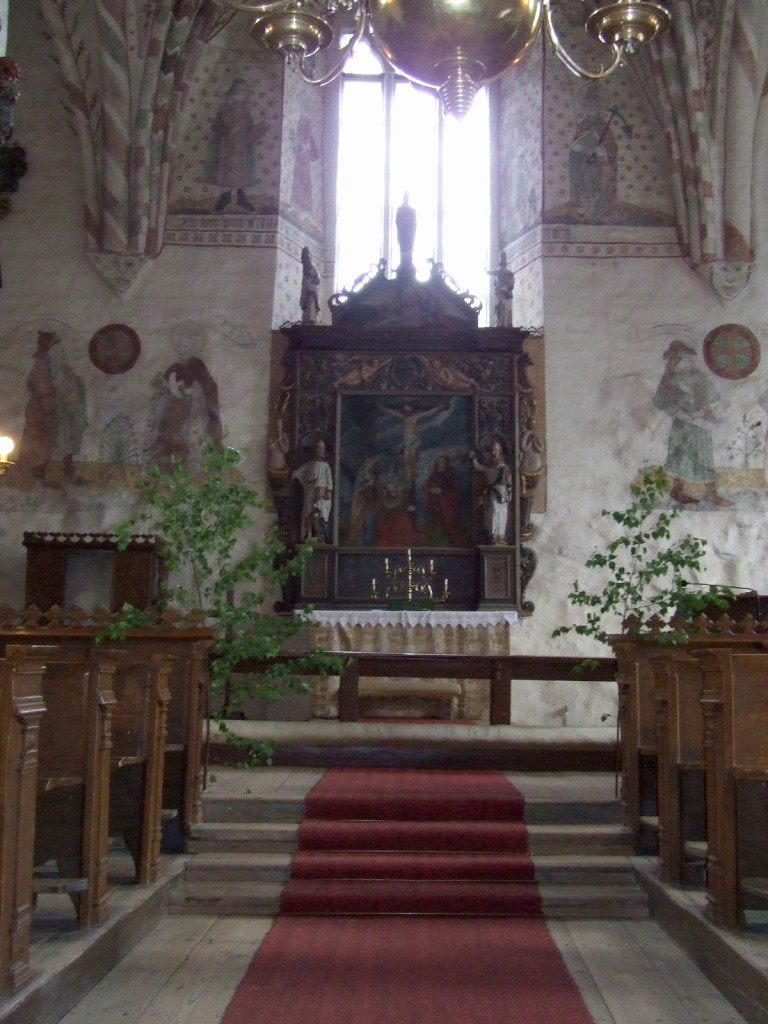
Innenraum der Kirche von Sauvo
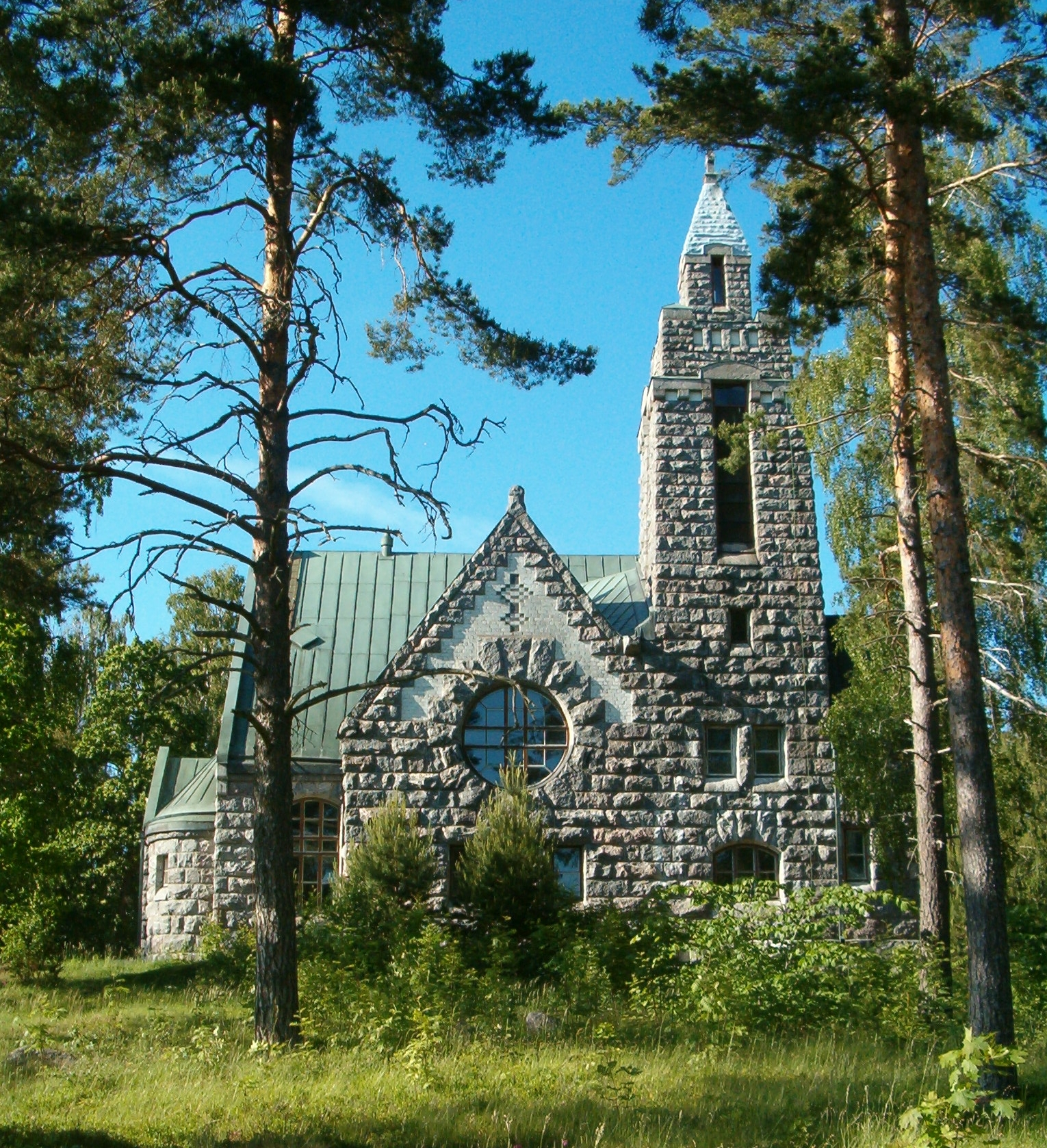
Die Kirche von Karuna
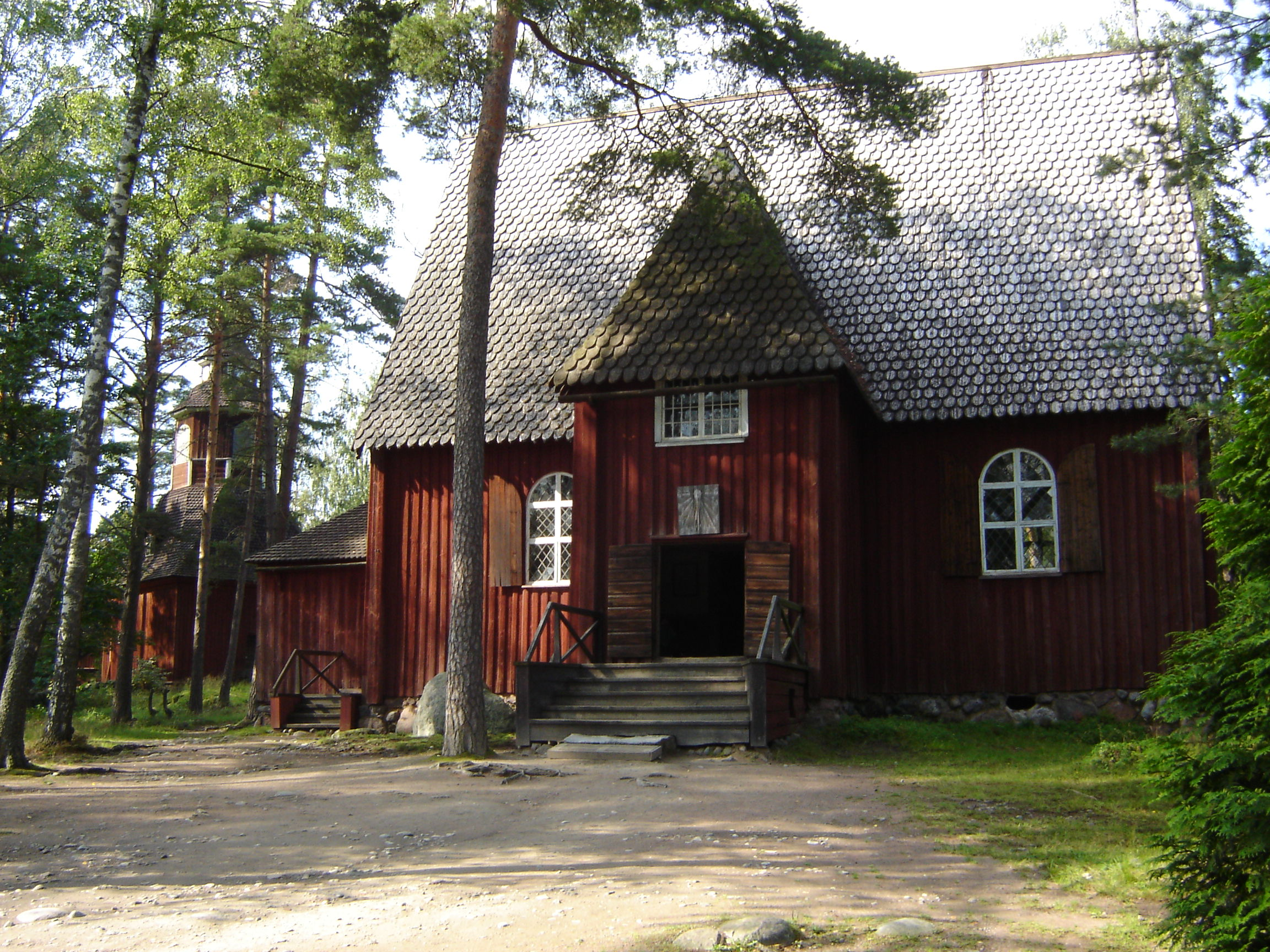
Die alte Kirche von Karuna, heute in Seurasaari